# Агатопольское викариатство
Агатопо́льское викариа́тство — титулярная епархия Болгарской православной церкви. Названа го городу Агатополь (ныне Ахтопол, Болгария). В прошлом — Агафопольская митрополия Константинопольского Патриархата. Является одним из пяти известных епископских центров входящих ныне в границы Болгарии в южном побережье.

## История
Агафополь (греч. Αγαθούπολη), упоминаемый в различных источниках под именами как Тира(х), Перонтик-он (ус), Агатубулус, Гатополи, Гастополи, Ахтебулу и т. д., возник около фракийского укреплённого двореца-башни Авлеу-тейхос (Аюлеу-тейхос) близ ненешнего Синеморца. Епископская кафедра, находившаяся в подчинении Константинопольской патриархии существовала здесь с XIV века.
В мае 1830 году присоединена к Созопольской митрополии, которая начала после этого называться Созоагатопольской.
1 октября 1998 года кафедра была восстановлена как титулярное викариатство Болгарской православной церкви.

## Епископы
Константинопольский патриархат
- Иоаким (март 1443 — ноября 1447)[3]
- Митрофан (ум. ноябрь 1554)[4]
- Игнатий (упом. 1584)[4]
- Антоний (упом. май 1590)[5]
- Митрофан (упом. июнь 1591)[4]
- Антоний (упом. 1596/1597)[4]
- Евфимий (упом. декабрь 1599[6] — упом. 1604[5])
- Анфим (упом. май 1608)[5]
- Митрофан (упом. ноябрь 1620—1628)[5]
- Григорий (1628—1651)[7]
- Филофей (21 декабря 1651—1659/1560)[8]
- Димитрий (упом. март 1663)[9]
- Макарий (6 января 1660—1673)[8]
- Лаврентий (26 сентября 1673 — ?)[8]
- Роман (упом. август 1699[8] — 1701[10])
- Афанасий (упом. сентябрь 1702)[8]
- Гавриил (ок. 1722)[10]
- Феодул (17 июля 1759—1767)[8]
- Неофит (апрель 1767—1783/1784)[8]
- Макарий (январь 1784—1799)[8]
- Гавриил (февраль 1799 — 8 июнь 1808)[8]
- временно объединена с Созопольской епархией (1808—1813)[11]
- Дионисий (февраль 1813—1815)[12]
- Анфим (ноябрь 1815—1821)[12]
- Исаия (апрель 1821—1828)[12]
- Иосиф (июль 1828—1830)[12]

титулярное викариатство Болгарской православной церкви
- Никон (Лалков) (1 октября 1998 — 25 февраля 2002)
- Иерофей (Косаков) (c 1 октября 2014)

титулярное викариатство Альтернативного синода Болгарской православной церкви
- Виссарион (Добрев) (28 февраля 2010 — 15 сентября 2013)[13][14]